# Dolores (kommun i Honduras, Departamento de Intibucá)
Dolores är en kommun i Honduras.   Den ligger i departementet Departamento de Intibucá, i den västra delen av landet, 120 km väster om huvudstaden Tegucigalpa. Antalet invånare är 3 797. Arean är 83 kvadratkilometer.
Terrängen i Dolores är lite bergig.